# Kerteminde Boldklub
Kerteminde Boldklub blev i 1927 startet som en cricketklub, som dog allerede samme år valgte at udvide med fodbold. Fra 1954 har Kerteminde Boldklub imidlertid måtte nøjes med at være en fodboldklub. Klubben benytter Kerteminde Stadion, som er beliggende på Enggade 19, 5300 Kerteminde. I 2007 har Kerteminde Boldklub et hold placeret i Fyns serie 1.

## Ekstern kilde/henvisning
- Kerteminde Boldklubs officielle hjemmeside)
- S1 2007, pulje 2 Arkiveret 31. august 2007 hos  Wayback Machine